# 日本短波放送札幌送信所
日本短波放送札幌送信所（にほんたんぱほうそうさっぽろそうしんしょ）は、北海道札幌市東区に置局していた日本短波放送（ラジオたんぱ）の短波送信所。1961年8月26日開局、1996年3月31日廃局（同年10月17日根室送信所に移転）。

## 概要

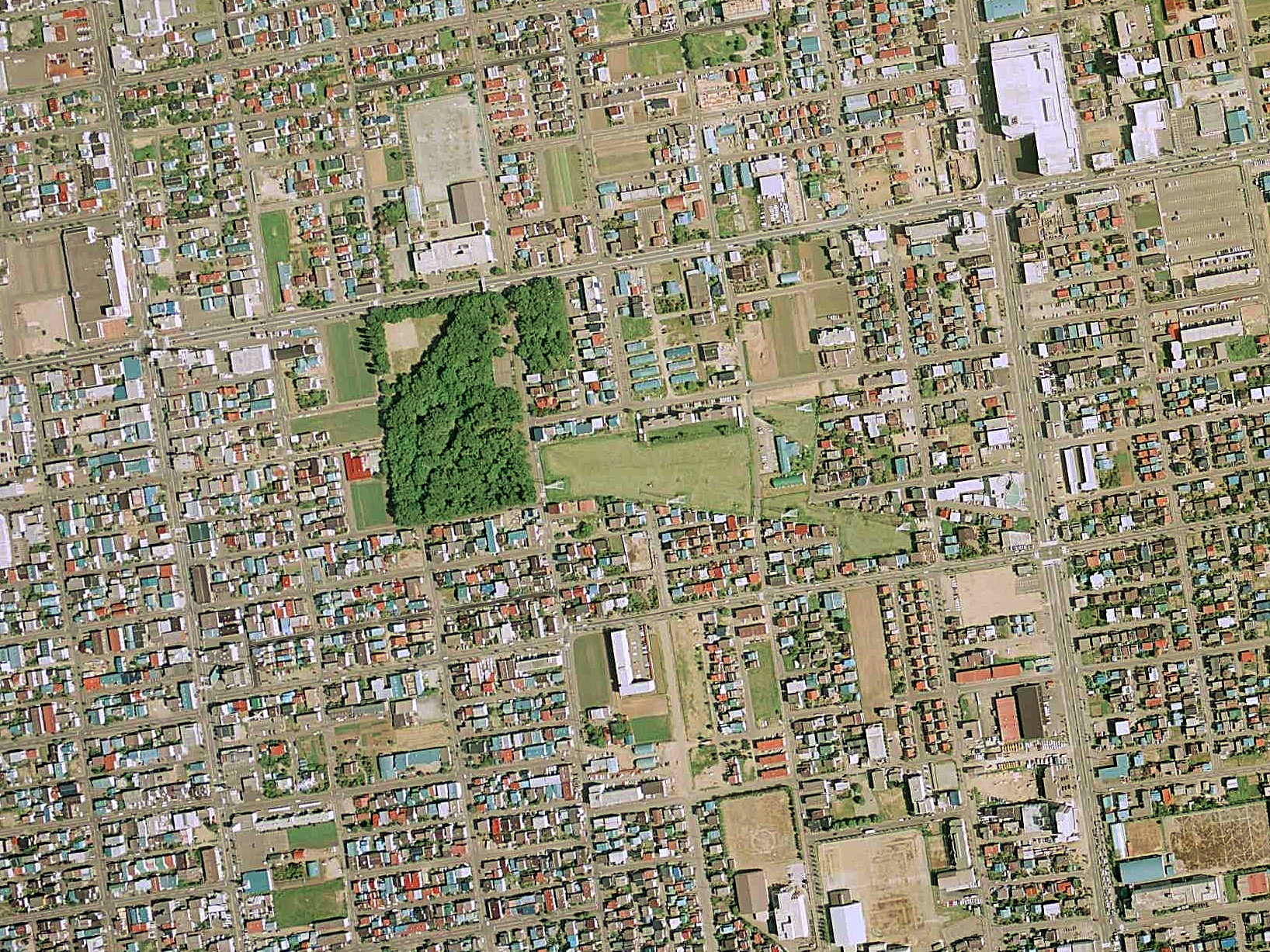
日本短波放送札幌送信所の空中写真（1993年7月）

- 所在地および敷地は札幌市東区北40条東12丁目から15丁目にかけて所在した。
- 首都圏の冬期・夜間のスキップ対策目的で設置。
- 反射器付空中線を用い南方に指向性送信していた（ソビエト連邦 → ロシア方向の輻射を抑制）。
- 現在は住宅地となっている。

## 送信施設概要
| 周波数 （MHz）                   | 放送局名                        | 呼出符号 | 空中線 電力 | 放送対象地域 | 放送区域 内世帯数 |
| -------------------------------- | ------------------------------- | -------- | ----------- | ------------ | ----------------- |
| 3.945 → 3.925 1971年12月28日変更 | 日本短波放送 通称｢ラジオたんぱ｣ | JOZ4     | 10kW        | 全国放送     | 約5,110万世帯     |

- 送信機：NEC SGP-138A（1961年製）、HFB-7840C（1989年製）
- 空中線：反射器付変形ダイポール2列1段

## 沿革
- 1955年（昭和30年）10月20日 - 実用化試験局申請。
- 1959年2月8日 - 札幌中継局申請。
- 1961年8月26日 - 札幌飛行場至近、日本電信電話公社烈々布無線送信所の一部を貸借して開局。運用・保守も電電公社に委託（JOZ4　3945kc[2]　10kW）。
- 1962年 - 札幌無線送受信所へ名称変更。
- 1963年9月2日 - 第2プロ[3]開始に伴い、JOZ5（3945kc　10kW）と時間差運用するため、0800～1700（JST）の間停波。
- 1968年
  - 月次不詳 - 札幌栄町送信所へ名称変更。
  - 8月14日 - 無人運用開始。
- 1971年
  - 9月18日・19日 - 長柄送信所(JOZ　3925kc　50kW）と同一周波数送信実験（3925kc　10kW）。
  - 12月28日 - JOZとの同一周波数運用開始（3925kc[4]　10kW）。
- 1989年（平成元年） - 送信機更新。
- 1996年
  - 3月31日 - NTT札幌栄町送信所廃局に伴い、廃局。
  - 10月17日 - NTT和田無線受信所跡の現在地に設備一式ごと移転し、根室送信所として再開局（JOZ4　3.925MHz　10kW）。遠隔制御による無人運用。